# Georg Heinrich Gottlieb Jahr
Pour les articles homonymes, voir Jahr.
Georg Heinrich Gottlieb Jahr (français : Georges Henri Gottlieb Jahr, né le 30 janvier 1800 à Neudietendorf, mort le 11 juillet 1875 à Bruxelles) est un médecin germanophone français, pionnier de l'homéopathie, qui a publié le premier répertoire homéopathique en 1835.

## Biographie
Après des études dans un collège de la Moravie, autour de 1825, il fait la connaissance de Samuel Hahnemann, dont il devient assistant. Sur la recommandation de Hahnemann, il va à l'université de Bonn pour suivre une formation médicale. Après avoir obtenu son diplôme, il se rend à Liège afin de pratiquer, mais bientôt, suivant Hahnemann, celui-ci déménage à Paris en 1835. C'est là qu'il devient docteur en médecine en 1840. Il quitte Paris pour la Belgique lors du déclenchement de la guerre franco-prussienne en 1870. En Belgique, il se rend d'abord à Liège, puis à Gand, et enfin à Bruxelles. Sans diplôme belge, il n'est pas autorisé à exercer la médecine en Belgique, et cela limite ses revenus.

## Travaux
Il est considéré comme un disciple direct d'Hahnemann, l'un des premiers homéopathes dits « impurs » cherchant à réunir l'homéopathie et la médecine clinique.
Nombre de ses ouvrages ont été publiés en français et en allemand, et traduits en anglais par Charles Julius Hempel et d'autres. Notamment ses ouvrages sur le traitement homéopathique du choléra, des maladies nerveuses et mentales, des maladies de la peau, etc
Son ouvrage le plus significatif est intitulé Nouvelle Pharmacopée Homéopathique  (première édition française en 1841).

## Publications
- Notices Élémentaires Sur L'Homéopathie (1839)
- Traitement homœopathique des maladies des organes de la digestion comprenant un précis d'hygiène générale et suivi d'un répertoire diététique
- Du Traitement Homéopathique Des Affections Nerveuses Et Des Maladies Mentales
- Du Traitement homéopathique des maladies de la peau et des lésions extérieures en général, J.-B. Baillière (1850)
- Traitement homéopathique des maladies des femmes, J.-B. Baillière (1856)
- Notions élémentaires d'homéopathie, manière de la pratiquer, avec des effets les plus importants de dix des principaux remèdes homéopathiques, J.-B. Baillière (1861)
- Nouvelle pharmacopée homéopathique, ou Histoire naturelle, préparation et posologie ou administration des doses des médicaments homoeopathiques, 3e édition, J.-B. Baillière et fils (1862)